# Armin Lang (Produzent)

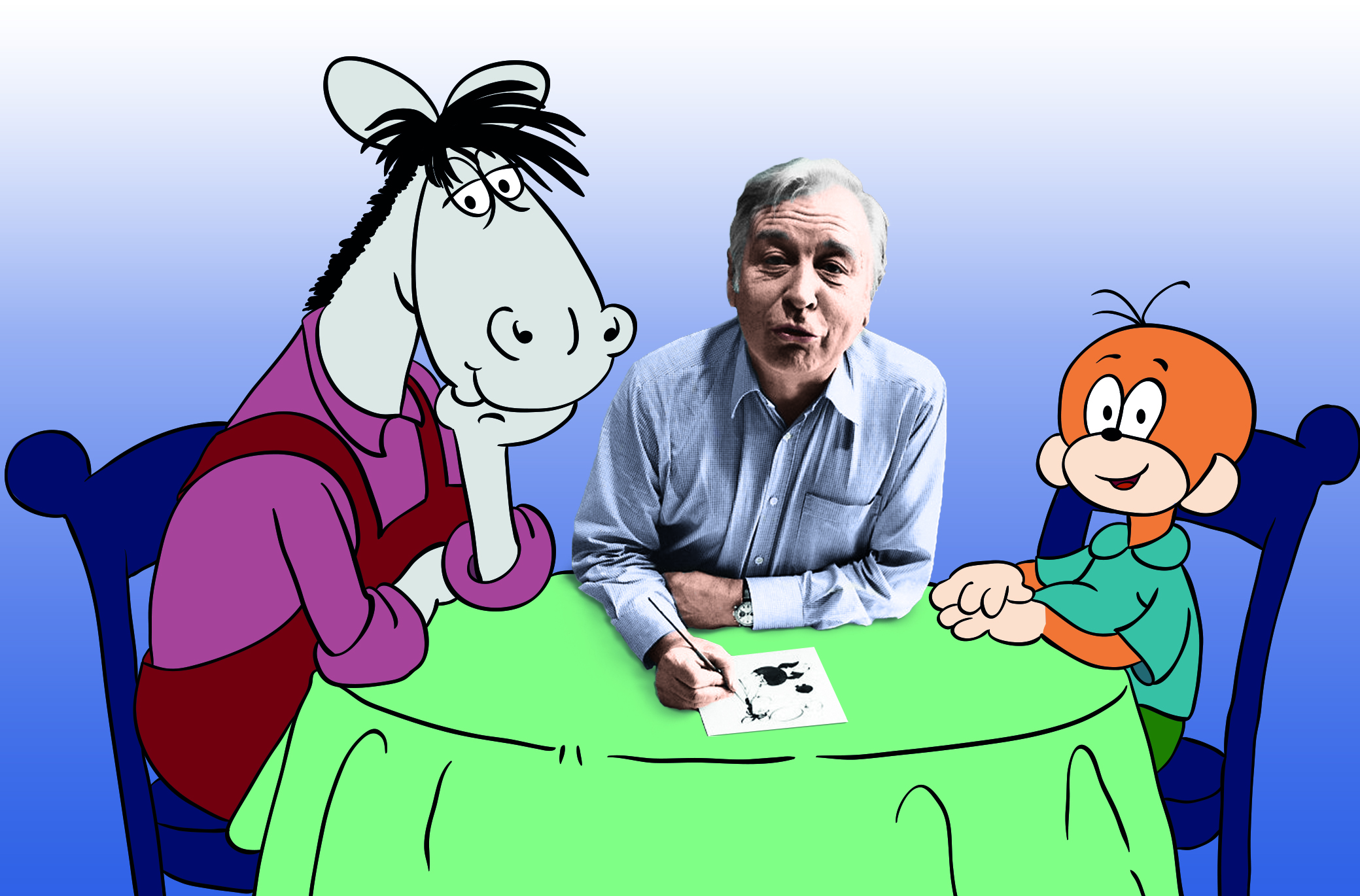
Armin Lang mit „Äffle und Pferdle“

Armin Lang (* 26. März 1928 in Holzkirchen; † 12. Mai 1996 in Stuttgart) war ein deutscher Fernsehproduzent und Synchronsprecher.

## Leben
Bekannt wurde Armin Lang durch die Produktion von 1500 Folgen von Äffle und Pferdle, sogenannte Werbetrenner, für den Süddeutschen Rundfunk (heute: Südwestrundfunk). Von 1974 bis zu seinem Tod 1996 hat Armin Lang, der aus Oberbayern stammte, den schwäbisch sprechenden Äffle und Pferdle auch seine Stimme geliehen.
Nach seinem Tod führte sein gleichnamiger Sohn Armin Lang jr. die Produktion von Äffle und Pferdle innerhalb der LANG-FILM Medienproduktion fort. Ideen und Texte kommen seitdem von Heiko Volz. Gesprochen werden Äffle und Pferdle von Autor Heiko Volz und Volker Lang, dem jüngeren Bruder von Armin Lang.
Ebenfalls zeigte Lang sich für die Produktion der Zeichentrickserie Auberle & Co. KG, die von 1986 bis 1988 vom Süddeutschen Rundfunk, später auch vom Ersten ausgestrahlt wurde, verantwortlich. Hier synchronisierte er auch die Figur Kurt-Georg, den Assistenten von Karl Auberle.

## Veröffentlichungen
- mir über ons. Aus dem Fernsehalltag von Pferdle und Äffle, DRW-Verlag, Leinfelden-Echterdingen 1981, ISBN 978-3-871812255.
- Pferdle und Äffle. Viecher sind au bloss Menscha, DRW-Verlag, Leinfelden-Echterdingen 1982, ISBN 978-3-871812309.
- Das große Buch vom Pferdle und Äffle, DRW-Verlag, Leinfelden-Echterdingen 1988, ISBN 978-3-716600016.
- mit Julius Senderski: Pferdle & Äffle, Bd.1: Viecher send au blos Menscha!, Konrad Theiss Verlag, Stuttgart 1993, ISBN 978-3-806210873.
- mit Julius Senderski: Pferdle & Äffle, Bd.2: Lieber gschwätzt wie gar nix gsagt!, Konrad Theiss, Stuttgart 1995, ISBN 978-3-806211610.
- Pferdle & Äffle, Bd.3: Spaß muß sei'!, Konrad Theiss, Stuttgart 1998, ISBN 978-3-806213386.
- mit Heiko Volz: Äffle & Pferdle: Des isch, was man haben muuß!, Thienemann-Esslinger Verlag, Stuttgart 2011, ISBN 978-3-480229277.

Video, CD
- mit Dieter Schlotterbeck: S' Äffle isch heit net dr'hoim: ein Jubiläum ganz besonderer Art, SDR, Stuttgart 1990 (VHS-Video, OCLC-Nummer 312481877).
- Pferdle & Äffle go Techno, (CD) Label: Mäule & Gosch, 1995, EAN 4022797100615.
- Äffle & Pferdle, Vol. 1, (DVD) Studio Alive, 2004, Produktionsjahr 1999, EAN 4042564009378.
- Äffle & Pferdle, Vol. 2, (DVD) Studio Alive, 2004, Produktionsjahr 1999, EAN 4042564009385.